# Mūsek
Mūsek (persiska: موسِك, موسك, موسَك, موسک, Mūsak) är en ort i Iran.   Den ligger i provinsen Kurdistan, i den nordvästra delen av landet, 500 km väster om huvudstaden Teheran. Mūsek ligger 1 384 meter över havet och antalet invånare är 759.
Terrängen runt Mūsek är kuperad.Runt Mūsek är det ganska tätbefolkat, med 60 invånare per kvadratkilometer. Närmaste större samhälle är Marivan, 1,6 km sydväst om Mūsek. Trakten runt Mūsek består till största delen av jordbruksmark.